# It Might Get Loud
It Might Get loud är en amerikansk dokumentärfilm av Davis Guggenheim från 2008 där Jimmy Page, Jack White och The Edge träffas för att diskutera elgitarren och sina egna erfarenheter. Filmen premiärvisades på Toronto International Film Festival 2008, och släpptes sedan i augusti 2009.

## Handling

### Jimmy Page
I dokumentären berättar Jimmy Page om den skiffle- och bluesmusik som influerade honom till att skriva och spela med bland annat The Yardbirds och Led Zeppelin. Page återvänder även till Headley Grande där flera låtar för skivan Led Zeppelin IV spelades in.
Page berättar även om när han spelade i ett skiffleband som barn och hur han slutade att spela gitarr efter att ha börjat på konstskola.

### The Edge
The Edge tar oss med till Mount Temple Comprehensive School på Irland och berättar om hur U2 bildades i mitten av 1970-talet. Han berättar även hur han byggde en gitarr tillsammans med sin bror, och lärde sig att spela på den.
I andra scener spelar The Edge upp tidiga demoinspelningar ”Where the Streets Have No Name” och diskuterar bakgrunden till ”Sunday, Bloody Sunday”.

### Jack White
Jack White berättar om sin uppväxt i södra Detroit och om hur han utvecklade ett starkt intresse för bluesmusik. Han berättar även hur han arbetade som möbeltapetserare och bildade bandet The Upholsterers, som kom att bana väg för hans framtida band The White Stripes och The Raconteurs.
Han berättar även hur han medvetet skapar begränsningar för sig själv för att tvinga fram kreativa lösningar för sin musik.